# Atentado de Chuschi
El atentado de Chuschi ocurrió el sábado 17 de mayo de 1980 en Chuschi, provincia de Cangallo, y consistió en la quema de material electoral. Fue la primera acción armada de la organización subversiva Sendero Luminoso y marcó el inicio de la época del terrorismo en el departamento de Ayacucho.
Los senderistas lo consideraban el primer evento del ILA (siglas de «inicio de la lucha armada») que inauguró su "guerra popular" contra el Estado peruano. Es considerado como representativo del desprecio de esa organización por la democracia representativa.

## Antecedentes
En 1980 el Gobierno Revolucionario de la Fuerza Armada llamó a elecciones tras 12 años de pausa electoral. Sendero Luminoso era en ese momento un pequeño partido de extrema izquierda que, a diferencia de la mayoría de partidos de izquierda en ese momento, descartó participar en los comicios, y optó por iniciar una lucha armada en forma de guerra de guerrillas  en las provincias norteñas del departamento de Ayacucho.

## Atentado
En la madrugada del 17 de mayo de 1980, en la víspera de las elecciones presidenciales y legislativas de 1980, las primeras desde 1963, los senderistas ingresaron armados en la oficina del Registro Electoral donde se custodiaban las ánforas electorales y las cédulas de sufragio para los 2000 electores del pueblo ayacuchano de Chuschi y otros centros poblados cercanos. El material electoral fue robado y luego quemado. Este fue el primer acto terrorista llevado a cabo por Sendero Luminoso. Algunos sospechosos del atentado fueron capturados por los vecinos de Chuschi y entregados a las fuerzas militares. Nuevo material electoral fue trasladado en un transporte militar a Chuschi, y las elecciones se llevaron a cabo sin mayores incidentes. El suceso recibió muy poca atención en la prensa peruana; solo dos medios periodísticos, La Prensa y Diario de Marka, cubrieron la noticia, atribuyendo el atentado a un grupo de exaltados.